# تاتسويا سوزوكي (لاعب كرة قدم مواليد 1982)
تاتسويا سوزوكي (باليابانية: 鈴木 達也) (1 أغسطس 1982 في يوكوسوكا في اليابان – )؛ هو لاعب كرة قدم ياباني سابق كان يلعب كمهاجم.

## وصلات خارجية
- تاتسويا سوزوكي على موقع رابطة كرة القدم اليابانية للمحترفين (اليابانية)
- تاتسويا سوزوكي على موقع قاعدة بيانات كرة القدم.إي يو (الإنجليزية)
- تاتسويا سوزوكي على موقع Soccerway.com (الإنجليزية)
- تاتسويا سوزوكي على موقع عالم كرة القدم.نت (الإنجليزية)